# Eichen-Hainbuchenwald in der Wupperschleife
Das Naturschutzgebiet Eichen-Hainbuchenwald in der Wupperschleife liegt auf dem Gebiet der kreisfreien Stadt Leverkusen in Nordrhein-Westfalen, nördlich des Kerngebietes von Opladen. In der Wupperschleife gelegen wird es nach Norden und Osten durch die Wupper begrenzt und nach Süden durch die Trasse der Eisenbahn-Güterverkehrsstrecke Opladen–Hilden.

## Beschreibung
Das etwa 3,4 ha große Gebiet wurde im Jahr 1987 unter der Schlüsselnummer LEV-009 unter Naturschutz gestellt.
Das Fachinformationssystem des Landesamtes für Natur, Umwelt und Verbraucherschutz in NRW beschreibt das Naturschutzgebiet als

„Eichen-Hainbuchen Altholzinsel mit hohem Buchenanteil und artenreicher, flächendeckender Krautschicht in der Wupperaue gelegen. Strauch- und Krautschicht sind naturnah ausgebildet. Der Frühjahrsaspekt wird durch eine reich blühende Krautschicht bestimmt. Im kleinen Bereichen (nordwestlich und südlich) erfolgt auf ehemaligen Bracheflächen ein Aufforstung mit Stieleiche und Hainbuche. Dichte Brennessel- und Staudenknöterichbestände weisen auf Eutrophierung hin. Die Waldinsel wird von Grünland und Fluss bzw. Bahn begleitenden Gebüschen umschlossen und ist bis auf einen kleinen Wanderweg weitestgehend ungestört. Das Gebiet hat aufgrund seiner gut ausgebildeten Pflanzengesellschaft landesweite Bedeutung und ist ebenfalls für den Biotopverbund entlang der Wupper von hoher Bedeutung (FFH-Gebiet). Durch den Lückenschluss im Wald mit Aufforstung durch Eichen und Hainbuchen soll auch das weitere Ausbreiten von Neophyten (Staudenknöterich) verhindert werden. Das gesamte Gebiet sollte ohne weitere forstwirtschaftliche Nutzung der natürlichen Sukzession überlassen werden.“

In der artenreichen Krautschicht sind bemerkenswerte Pflanzenarten vertreten: Aronstab (Arum maculatum), Busch-Windröschen (Anemone nemorosa), Echtes Lungenkraut (Pulmonaria officinalis) und die Rarität Gelbes Windröschen (Anemone ranunculoides).